# Anoectangium simplicissimum
Anoectangium simplicissimum là một loài rêu trong họ Pottiaceae. Loài này được (P. Beauv.) Poir. mô tả khoa học đầu tiên năm 1824.